# Špiro Matijević
Špiro Matijević (Knin, 24. veljače 1943. -  Tuzla, 1993.) je književnik, kritičar i prevoditelj. 

## Životopis
Rođen je 24. veljače 1943. u selu Kolašac, općina Knin. Tamo je završio dva razreda Osnovne škole. Iz rodne Bukovice s obitelji se 1953. godine doselio u Srijemske Laze gdje je završio treći i četvrti razred. Osnovnu školu završava u selu Slakovci. Srednju ekonomsku školu završio je u gradu Vinkovci a pedagošku akademiju u Osijeku. Izvjesno vrijeme radi kao nastavnik srpsko-hrvatskog jezika, a diplomirao je na filozofskom fakultetu Zadar. Zbog posla 1971. godine seli se u Lukavac u Bosnu i Hercegovinu. Magistarsku i doktorsku titulu iz oblasti književnopovijesnih znanosti stječe na filozofskom fakultetu Sarajevo.
- Pod nerazjašnjenim okolnostima ubijen je 1993. godine u Tuzli. Pod istim okolnostima ugasio se i život njegova sina. Njegovi posmrtni ostaci ekshumirani su 1998. godine i prenijeti na Novo groblje u Novi Sad.

## Djelatnost
Još za vrijeme pohađanja Osnovne škole pisao je pjesme što je nastavio i u srednjoj gdje se već uspješno ogledao u proznim esejističkim sastavima. Sve što je bilo imalo vrijednije objavio je u mnogim književnim časopisima diljem Jugoslavije. Pisao je poeziju, prozu, književne kritike, eseje i studije, te se bavio prevođenjem sa slovenskog, njemačkog i ruskog. Bio je član Udruženja književnika Bosne i Hercegovine i Udruženja književnih prevodilaca BiH.

## Djela

### Autor
- "Sunce u procijepu"[neaktivna poveznica], zbirka priča (Tuzla 1987.)
- "Raspukline"[neaktivna poveznica], zbirka pjesama (Pljevlja 1988.)
- "Progonstva"[neaktivna poveznica], autobiografski roman (Tuzla 1991.)

### Priredio
- 1. Bosanskohercegovačka proza : [izbor]. 1, Pripovijetke / izbor Advan Hozić i Špiro Matijević ; bilješke o piscima Advan

Hozić. - Sarajevo : „Veselin Masleša”, 1984. – 198 str. ; 20 cm. – (Lastavica. Lektira)
- 2. Bosanskohercegovačka proza : [izbor]. Knj. 2, Romani – memoari – putopisi / [izbor Advan Hozić i Špiro Matijević]. – Sarajevo : „Veselin Masleša”, 1984. – 176 str. ; 20 cm
- 3. Titov zvjezdani put : poezija o Titu za djecu i omladinu / izbor i predgovor Špiro Matijević. - Tuzla : Univerzal, 1986. – 124 str. ; 24 cm

Poezija o Titu za djecu i omladinu: str. 5-18. - Izvori pjesama o Titu objavljenih u knjizi Titov zvjezdani put: str. 121-122.

### Prilozi
- 4. Abdulah Sidran: „Kost i meso”, „Veselin Masleša”, Sarajevo 1976.

U: Polja. - God. 23, br. 226 (dec. 1977), str. 33-34.
- 5. Ahmet Kasumović: Jezik u vremenu, Banja Luka, 1991.

U: Oslobođenje. – God. 48, br. 15496 (10. avgust 1991), str. 12.
- 6. Ahmet Kasumović : Jezik i folklor, Tuzla, 1990.

U: Odjek. – God. 43, br. 15-16 (1990), str. 28.
- 7. Bol.

U: Ulaznica. - God. 16, br. 81 (1982), str. 47.
- 8. Viđenje zla i smrti u Andrićevim djelima o Travniku.

U: Travnik i djelo Ive Andrića : zavičajno i univerzalno : zbornik radova s naučnog skupa. – Sarajevo : „Veselin
Masleša”, 1980. - Str. 262-268.
- 9. Vir.

U: Ulaznica. - God. 16, br. 81 (1982), str. 47-48.
- 10. Dragoslav Dedović: „Ciklus Evropa”, Tuzla, 1990.

U: Oslobođenje. – God. 48, br. 15379 (13. april 1991), str. 13.
- 11. Enver Halilović : „Startreova kritika staljinizma”, Tuzla, 1990.

U: Odjek. – God. 43, br. 20-21 (1. XI 1990), str. 29-30.
- 12. Zima.

U: Dometi. – God. 22, br. 82-83 (1995), str. 58-63.
- 13. Leti golema ptičurina.

U: Stremljenja. – God. 32, br. 5-6 (1992), str. 49-64.
- 14. Marko Vešović: „Osmatračnica”, „Svjetlost”, Sarajevo 1976.

U: Polja. - God. 23, br. 222/223 (avg-sept. 1977), str. 32-33.
- 15. Nespokojstva.

U: Ulaznica. - God. 16, br. 81 (1982), str. 47.
- 16. Nedžad Pašić : „Programiranje nastave srpskohrvatskog-hrvatskosrpskog jezika i književnosti i vaspitno-obrazovnog rada

u srednjim školama”, Tuzla, 1989.
U: Putokazi. – God. 16, br. 2 (1989), str. 69.
- 17. Nedžad Pašić: „Književno-kulturni poslenik Radovan Jovanović”, Tuzla 1990.

U: Oslobođenje. – God. 48, br. 15405 (11. maj 1991), str. 13.
- 18. Radovan Vučković : „Živa grobnica”, Sarajevo, 1990.

U: Oslobođenje. – God. 48, br. 15510 (24. avgust 1991), str. 12.
- 19. Stevan Tontić: „Tajna prepiska”, „Svjetlost”, Sarajevo 1976.

U: Polja. - God. 23, br. 225 (nov. 1977), str. 25.
- 20. Titova epoha.

U: Polja. - God. 26, br. 255 (maj 1980), str. 185.

### Prijevodi
- 21. Adam i Eva / Kajetan Kovič ; izbor, prevod sa slovenskog i bilješke Špiro Matijević.

U: Dometi. - God. 12, br. 43 (zima 1985), str. 32.
- 22. Antonije / Ginter Gras ; prijevod s njemačkog i zabilješke Špiro Matijević.

U: Polja. - God. 26, br. 254 (april 1980), str. 134.
- 23. Balada o crnom oblaku / Ginter Gras ; prijevod s njemačkog i zabilješke Špiro Matijević.

U: Polja. - God. 26, br. 254 (april 1980), str. 134.
- 24. Barka / Kajetan Kovič ; izbor, prevod sa slovenskog i bilješke Špiro Matijević.

U: Dometi. - God. 12, br. 43 (zima 1985), str. 32-33.
- 25. Bez budućnosti / Ciril Zlobec ; izbor, prevod sa slovenskog i bilješke Špiro Matijević.

U: Dometi. - God. 12, br. 43 (zima 1985), str. 30.
- 26. Bio si mi nož u leđa / Lojze Krakar ; sa slovenskog preveo Špiro Matijević.

U: Polja. – God. 23, br. 226 (dec. 1977), str. 23
- 27. Bog pod navodnicima / Ervin Fric ; izbor, prevod sa slovenskog i bilješke Špiro Matijević.

U: Dometi. - God. 12, br. 43 (zima 1985), str. 35-36.
- 28. Bol / Andrej Kokot ; prevod sa slovenskog Špiro Matijević.

U: Stremljenja. – God. 29, br. 11 (1989), str. 100.
- 29. Vatra / Miroslav Košuta ; izbor, prevod sa slovenskog i bilješke Špiro Matijević.

U: Dometi. - God. 12, br. 43 (zima 1985), str. 35
- 30. Velika rušiteljica govori / Ginter Gras ; s njemačkog preveo Špiro Matijević.

U: Letopis Matice srpske. – God. 154, knj. 422, sv. 1-2 (jul-avgust 1978), str. 220-223.
- 31. Vjetar na jarbolu / Jože Udovič ; sa slovenskog preveo Špiro Matijević.

U: Letopis Matice srpske. – God. 160, knj. 434, sv. 4 (okt. 1984), str. 369-370.
- 32. Vrancu bijelih riječi / Andrej Kokot ; prevod sa slovenskog Špiro Matijević.

U: Stremljenja. – God. 29, br. 11 (1989), str. 98.
- 33. Glas ispod busena / Jože Udovič ; izbor, prevod sa slovenskog i bilješke Špiro Matijević.

U: Dometi. - God. 12, br. 43 (zima 1985), str. 28-29.
- 34. Gluha atomska noć / Matej Bor ; izbor, prevod sa slovenskog i bilješke Špiro Matijević.

U: Dometi. - God. 12, br. 43 (zima 1985), str. 29.
- 35. Gore, gore / Tomaž Šalamun ; sa slovenskog preveo Špiro Matijević.

U: Polja. - God. 28, br. 279 (maj 1982), str. 229.
- 36. Granični zid / Ginter Gras ; prijevod s njemačkog i zabilješke Špiro Matijević

U: Polja. - God. 26, br. 254 (april 1980), str. 134.
- 37. Grumen pepela / Dane Zajc ; sa slovenskog preveo Špiro Matijević.

U: Letopis Matice srpske. – God. 160, knj. 434, sv. 4 (okt. 1984), str. 374-375.
- 38. Da / Ginter Gras ; s njemačkog preveo Špiro Matijević.

U: Letopis Matice srpske. – God. 154, knj. 422, sv. 1-2 (jul-avgust 1978), str. 218-219.
- 39. David / Tomaž Šalamun ; izbor, prevod sa slovenskog i bilješke Špiro Matijević.

U: Dometi. - God. 12, br. 43 (zima 1985), str. 36-37.
- 40. Dar / Marko Kravos ; preveo sa slovenskog Špiro Matijević.

U: Dometi. – God. 12, br. 41 (leto 1985), str. 45.
- 41. Don Kihot / Veno Taufer ; izbor, prevod sa slovenskog i bilješke Špiro Matijević.

U: Dometi. - God. 12, br. 43 (zima 1985), str. 33-34.
- 42. Drugovi / Edvard Kocbek ; sa slovenskog Špiro Matijević.

U: Letopis Matice srpske. – God. 160, knj. 433, sv. 5 (maj 1984), str. 677-678.
- 43. Živjeti / Niko Grafenauer ; sa slovenskog Špiro Matijević.

U: Letopis Matice srpske. – God. 162, knj. 437, sv. 5 (maj 1986), str. 692.
- 44. Život dvojice / Tone Pavček ; prevod sa slovenskog Špiro Matijević.

U: Polja. - God. 29, br. 291 (maj 1983), str. 227.
- 45. Životu / Tone Pavček ; sa slovenskog preveo Špiro Matijević.

U: Letopis Matice srpske. – God. 160, knj. 434, sv. 4 (okt. 1984), str. 372-373.
- 46. Zabrinutost / Andrej Kokot ; prevod sa slovenskog Špiro Matijević.

U: Stremljenja. – God. 29, br. 11 (1989), str. 97.
- 47. Zabuna / Andrej Kokot ; prevod sa slovenskog Špiro Matijević.

U: Stremljenja. – God. 29, br. 11 (1989), str. 98.
- 48. Zapravo / Ervin Fric ; sa slovenskog Špiro Matijević.

U: Letopis Matice srpske. – God. 159, knj. 431, sv. 5 (maj 1983), str. 786-787.
- 49. Začetak pjesme / Ervin Fric ; sa slovenskog Špiro Matijević.

U: Letopis Matice srpske. – God. 159, knj. 431, sv. 5 (maj 1983), str. 786.
- 50. Zvijezda / Andrej Kokot ; prevod sa slovenskog Špiro Matijević.

U: Stremljenja. – God. 29, br. 11 (1989), str. 96.
- 51. Zvijezde / Gregor Strniša ; sa slovenskog Špiro Matijević.

U: Dometi. – God. 15, br. 54 (jesen 1988), str. 21-22.
- 52. Zvono / Ginter Gras ; prijevod s njemačkog i zabilješke Špiro Matijević.

U: Polja. - God. 26, br. 254 (april 1980), str. 134.
- 53. Zidanje / Tone Pavček ; prevod sa slovenskog Špiro Matijević.

U: Polja. - God. 29, br. 291 (maj 1983), str. 227.
- 54. Između smrti i zaborava / Ciril Zlobec ; sa slovenskog preveo Špiro Matijević.

U: Letopis Matice srpske. – God. 160, knj. 434, sv. 4 (okt. 1984), str. 371-372.
- 55. Iznenadni strah / Ginter Gras ; s njemačkog preveo Špiro Matijević.

U: Letopis Matice srpske. – God. 154, knj. 422, sv. 1-2 (jul-avgust 1978), str. 226-227.
- 56. Jezgro / Ciril Zlobec ; sa slovenskog Špiro Matijević.

U: Letopis Matice srpske. – God. 158, knj. 430, sv. 6 (dec. 1982), str. 725-726.
- 57. Jesi li vidio / Dane Zajc ; sa slovenskog Špiro Matijević.

U: Letopis Matice srpske. – God. 165, knj. 443, sv. 2 (feb. 1989), str. 202-206.
- 58. Kamen / Niko Grafenauer ; sa slovenskog Špiro Matijević.

U: Letopis Matice srpske. – God. 162, knj. 437, sv. 5 (maj 1986), str. 691.
- 59. Kameno oko / Jože Udovič ; izbor, prevod sa slovenskog i bilješke Špiro Matijević.

U: Dometi. - God. 12, br. 43 (zima 1985), str. 28.
Zajed. stv. nasl.: Iz savremene slovenačke poezije.
- 60. Kanaan / Marko Kravos ; preveo sa slovenskog Špiro Matijević.

U: Dometi. – God. 12, br. 41 (leto 1985), str. 45.
- 61. Klinopisi / Lojze Krakar ; u prevodu Špire Matijevića.

U: Putevi. – God. 35, br. 1 (1990), str. 30-33.
- 62. Kralj Lir / Ginter Gras ; s njemačkog preveo Špiro Matijević.

U: Letopis Matice srpske. – God. 154, knj. 422, sv. 1-2 (jul-avgust 1978), str. 226.
- 63. Kratki dani / Jože Udovič ; sa slovenskog preveo Špiro Matijević.

U: Letopis Matice srpske. – God. 160, knj. 434, sv. 4 (okt. 1984), str. 370-371.
- 64. Kroničar / Ervin Fric ; sa slovenskog Špiro Matijević.

U: Letopis Matice srpske. – God. 159, knj. 431, sv. 5 (maj 1983), str. 786-787.
- 65. Kukavičji zov / Marko Kravos ; preveo sa slovenskog Špiro Matijević.

U: Dometi. – God. 12, br. 41 (leto 1985), str. 44.
- 66. Kuća / Miroslav Košuta ; izbor, prevod sa slovenskog i bilješke Špiro Matijević.

U: Dometi. - God. 12, br. 43 (zima 1985), str. 34-35.
- 67. Lice u tvome dlanu / Ciril Zlobec ; sa slovenskog Špiro Matijević.

U: Letopis Matice srpske. – God. 158, knj. 430, sv. 6 (dec. 1982), str. 724.
- 68. Magla / Ginter Gras ; prijevod s njemačkog i zabilješke Špiro Matijević.

U: Polja. - God. 26, br. 254 (april 1980), str. 134.
- 69. Metak s metkom / Tomaž Šalamun ; sa slovenskog preveo Špiro Matijević.

U: Polja. -God. 28, br. 279 (maj 1982), str. 229.
- 70. Među starcima / Ginter Gras ; s njemačkog preveo Špiro Matijević.

U: Letopis Matice srpske. – God. 154, knj. 422, sv. 1-2 (jul-avgust 1978), str. 218.
- 71. Moj prijatelj Walter Henn je mrtav / Ginter Gras ; prijevod s njemačkog i zabilješke Špiro Matijević.

U: Polja. - God. 26, br. 254 (april 1980), str. 135.
- 72. Moja Euridika / Edvard Kocbek ; sa slovenskog Špiro Matijević.

U: Letopis Matice srpske. – God. 160, knj. 433, sv. 5 (maj 1984), str. 678-679.
- 73. Moja kratka vječnost / Ciril Zlobec ; sa slovenskog preveo Špiro Matijević.

U: Letopis Matice srpske. – God. 160, knj. 434, sv. 4 (okt. 1984), str. 371.
- 74. Moja smrt / Marko Kravos ; preveo sa slovenskog Špiro Matijević.

U: Dometi. – God. 12, br. 41 (leto 1985), str. 47-48
- 75. Nad njim su bili oblaci već prilično crni / Tomaž Šalamun ; sa slovenskog preveo Špiro Matijević.

U: Polja. - God. 28, br. 279 (maj 1982), str. 229.
- 76. Nakon akcije / Ginter Gras ; s njemačkog preveo Špiro Matijević.

U: Letopis Matice srpske. – God. 154, knj. 422, sv. 1-2 (jul-avgust 1978), str. 224-225.
- 77. Naš vijek / Matej Bor ; izbor, prevod sa slovenskog i bilješke Špiro Matijević.

U: Dometi. - God. 12, br. 43 (zima 1985), str. 29.
- 78.
- 79. Negdje tamo na samoj ivici / Lojze Krakar ; sa slovenskog preveo Špiro Matijević.

U: Polja. - God. 23, br. 226 (dec. 1977), str. 23.
- 80. Neutronske bombe / Matej Bor ; sa slovenskog preveo Špiro Matijević.

U: Letopis Matice srpske. – God. 160, knj. 434, sv. 4 (okt. 1984), str. 368-369.
- 81. Nitko ne naslućuje / Andrej Kokot ; prevod sa slovenskog Špiro Matijević.

U: Stremljenja. – God. 29, br. 11 (1989), str. 99.
- 82. Nježnost / Ciril Zlobec ; izbor, prevod sa slovenskog i bilješke Špiro Matijević.

U: Dometi. - God. 12, br. 43 (zima 1985), str. 30-31.
- 83. O vlasti opusa / Tomaž Šalmun ; izbor, prevod sa slovenskog i bilješke Špiro Matijević.

U: Dometi. - God. 12, br. 43 (zima 1985), str. 36.
- 84. O ostatku ispod noktiju / Ginter Gras ; s njemačkog preveo Špiro Matijević.

U: Letopis Matice srpske. – God. 154, knj. 422, sv. 1-2 (jul-avgust 1978), str. 225-226.
- 85. Od takve smo tvari / Matej Bor ; izbor, prevod sa slovenskog i bilješke Špiro Matijević.

U: Dometi. - God. 12, br. 43 (zima 1985), str. 30.
- 86. Otvorena vrata / Ginter Gras ; s njemačkog preveo Špiro Matijević.

U: Letopis Matice srpske. – God. 154, knj. 422, sv. 1-2 (jul-avgust 1978), str. 223-224.
- 87. Pisati pjesmu / Ervin Fric ; izbor, prevod sa slovenskog i bilješke Špiro Matijević.

U: Dometi. - God. 12, br. 43 (zima 1985), str. 36.
- 88. Pjesnikova smrt / Andrej Kokot ; prevod sa slovenskog Špiro Matijević.

U: Stremljenja. – God. 29, br. 11 (1989), str. 97.
- 89. Povratak / Marko Kravos ; preveo sa slovenskog Špiro Matijević.

U: Dometi. – God. 12, br. 41 (leto 1985), str. 46.
- 90. Porinuće broda u more / Ginter Gras ; prijevod s njemačkog i zabilješke Špiro Matijević.

U: Polja. - God. 26, br. 254 (april 1980), str. 135.
- 91. Prevara / Andrej Kokot ; prevod sa slovenskog Špiro Matijević.

U: Stremljenja. – God. 29, br. 11 (1989), str. 96.
- 92. Preobražaj / Tone Pavček ; prevod sa slovenskog Špiro Matijević.

U: Polja.- God. 29, br. 291 (maj 1983), str. 227.
- 93. Prijatno je / Ciril Zlobec ; sa slovenskog Špiro Matijević

U: Letopis Matice srpske. – God. 158, knj. 430, sv. 6 (dec. 1982), str. 723-724.
- 94. Pripreme / Marko Kravos ; preveo sa slovenskog Špiro Matijević.

U: Dometi. – God. 12, br. 41 (leto 1985), str. 46-47.
- 95. Prozor / Marko Kravos ; preveo sa slovenskog Špiro Matijević.

U: Dometi. – God. 12, br. 41 (leto 1985), str. 46.
- 96. Proljetni dan je kroz prozor / Lojze Krakar ; sa slovenskog preveo Špiro Matijević.

U: Polja. - God. 23, br. 226 (dec. 1977), str. 23.
- 97. Ptica / Gregor Strniša ; sa slovenskog Špiro Matijević.

U: Dometi. – God. 15, br. 54 (jesen 1988), str. 22-23.
- 98. Pustite me / Andrej Kokot ; prevod sa slovenskog Špiro Matijević.

U: Stremljenja. – God. 29, br. 11 (1989), str. 99-100.
- 99. S giú nei monti / Tomaž Šalamun ; sa slovenskog preveo Špiro Matijević.

U: Polja. -God. 28, br. 279 (maj 1982), str. 229.
- 100. Sam kao vrana na snježnom proplanku / Lojze Krakar ; sa slovenskog preveo Špiro Matijević

U: Polja. - God. =23, br. 226 (dec. 1977), str. 23.
- 101. Svijet / Gregor Strniša ; sa slovenskog Špiro Matijević.

U: Dometi. – God. 15, br. 54 (jesen 1988), str. 23-25.
- 102. Sestra / Kajetan Kovič ; sa slovenskog preveo Špiro Matijević.

U: Letopis Matice srpske. – God. 160, knj. 434, sv. 4 (okt. 1984), str. 375.
- 103. Sivilo / Ginter Gras ; s njemačkog preveo Špiro Matijević.

U: Letopis Matice srpske. – God. 154, knj. 422, sv. 1-2 (jul-avgust 1978), str. 219-220.
- 104. Sjetva / Tone Pavček ; izbor, prevod sa slovenskog i bilješke Špiro Matijević.

U: Dometi. - God. 12, br. 43 (zima 1985), str. 31.
- 105. Smijeh hijena / Dane Zajc ; sa slovenskog preveo Špiro Matijević.

U: Letopis Matice srpske. – God. 160, knj. 434, sv. 4 (okt. 1984), str. 373-374.
- 106. Smrt u martu / Ciril Zlobec ; sa slovenskog Špiro Matijević

U: Letopis Matice srpske. – God. 158, knj. 430, sv. 6 (dec. 1982), str. 724-725.
- 107. Strah / Jaša Zlobec ; izbor, prevod sa slovenskog i bilješke Špiro Matijević.

U: Dometi. - God. 12, br. 43 (zima 1985), str. 37-38.
- 108. Sudnji dan / Matej Bor ; sa slovenskog preveo Špiro Matijević.

U: Letopis Matice srpske. – God. 160, knj. 434, sv. 4 (okt. 1984), str. 368.
- 109. Sunce me ucrtava u zemlju / Lojze Krakar ; sa slovenskog preveo Špiro Matijević.

U: Polja. - God. 23, br. 226 (dec. 1977), str. 23.
- 110. Traženje / Tone Pavček ; izbor, prevod sa slovenskog i bilješke Špiro Matijević.

U: Dometi. - God. 12, br. 43 (zima 1985), str. 32.
- 111. Uveče, među muzama / Tomaž Šalamun ; izbor, prevod sa slovenskog i bilješke Špiro Matijević.

U: Dometi. - God. 12, br. 43 (zima 1985), str. 37.
- 112. U podnevnoj svjetlosti / Ciril Zlobec ; sa slovenskog Špiro Matijević.

U: Letopis Matice srpske. – God. 158, knj. 430, sv. 6 (dec. 1982), str. 726.
- 113. Hajka na vodi / Tomaž Šalamun ; sa slovenskog preveo Špiro Matijević.

U: Polja. - God. 28, br. 279 (maj 1982), str. 229.
- 114. 1982 / Jaša Zlobec ; izbor, prevod sa slovenskog i bilješke Špiro Matijević.

U: Dometi. - God. 12, br. 43 (zima 1985), str. 38.
- 115. Hotel Astorija, Lenjingrad / Marko Kravos ; preveo sa slovenskog Špiro Matijević.

U: Dometi. – God. 12, br. 41 (leto 1985), str. 44-45.
- 116. Crveni rakovi / Marko Kravos ; preveo sa slovenskog Špiro Matijević.

U: Dometi. – God. 12, br. 41 (leto 1985), str. 45-46.
- 117. Ćela / Marko Kravos ; preveo sa slovenskog Špiro Matijević.

U: Dometi. – God. 12, br. 41 (leto 1985), str. 47.
- 118. Uvjerenje / Andrej Kokot ; prevod sa slovenskog Špiro Matijević.

U: Stremljenja. – God. 29, br. 11 (1989), str. 99.
- 119. Škola za tenore / Ginter Gras ; prijevod s njemačkog i zabilješke Špiro Matijević.

U: Polja. - God. 26, br. 254 (april 1980), str. 134.
- 120. Školski odmor / Ginter Gras ; s njemačkog preveo Špiro Matijević.

U: Letopis Matice srpske. – God. 154, knj. 422, sv. 1-2 (srpanj-kolovoz 1978), str. 224.

## Zaklada
Zaklada Dr Špiro Matijević utemeljena je 2007. godine kao neprofitna organizacija, od strane IM "Matijević" iz Novog Sada.
Osnivanjem zaklade obitelj Matijević želi očuvati uspomenu na lik i djelo književnika i profesora Sveučilišta Dr. Špire Matijevića, obilježavanjem 24. veljače, dana rođenja književnika, kao dana dodjeljivanja godišnje nagrade za najbolje književno ostvarenje u tekućoj godini.
Za odabir najboljeg književnog djela zaduženi su eminentni književnici koji sačinjavaju stručni žiri i donose odluku o pobjedniku. Fondacija će u studenome svake godine objavljivati natječaj za književno djelo.
Zaklada je objavila izabrana djela Dr. Špire Matijevića (izbor poezije i proze) u tri toma i ona se u knjižarskim izlozima nalaze od srpnja 2010. godine.

## Vanjske poveznice
- Zaklada Dr Špiro Matijević  Arhivirana inačica izvorne stranice od 27. prosinca 2011. (Wayback Machine)